# Lichenostigma supertegentis
Lichenostigma supertegentis är en lavart som beskrevs av Per Gerhard Ihlen och Rolf Santesson. Lichenostigma supertegentis ingår i släktet Lichenostigma, och familjen Lichenotheliaceae. Arten är reproducerande i Sverige.